# JFEホールディングス
JFEホールディングス株式会社（ジェイエフイーホールディングス、英: JFE Holdings, Inc.）は、大手鉄鋼メーカーのJFEスチールを中心に、JFEエンジニアリング、JFE商事を傘下に持つ持株会社。社名のJFEは日本（Japan）、鉄鋼（鉄の元素記号Fe）、エンジニアリング（Engineering）を組み合わせたものであり、また日本を代表する未来志向の企業グループ（Japan Future Enterprise）を意味する。
日経平均株価およびJPX日経インデックス400の構成銘柄の一つ。Fortune Global 500において世界第365位。

## 沿革
- 1912年（明治45年）6月8日 - 日本鋼管株式會社（NKK）設立。
- 1950年（昭和25年）8月7日 - 川崎製鉄株式会社（川鉄）設立。
- 2000年（平成12年）4月 - NKKと川鉄の千葉・京浜・水島・福山4製鉄所の運営効率化を推進するため、物流・補修・購買関連分野の協力について検討し、9月に合意。
- 2001年（平成13年）
  - 4月13日 - 製鉄およびエンジニアリング事業をコア事業とし、グループ会社も含めた全面的な経営統合を行うことについて両社が基本合意。
  - 12月21日 - 経営統合について基本合意書を締結。グループ名を「JFEグループ」とする。2002年5月に統合契約書調印。
- 2002年（平成14年）9月26日 - NKK1,000株に対しジェイ エフ イー ホールディングス75株、川鉄1,000株に対し同100株の比率で株式を移転。この日付で東証1部・大証1部・名証1部に上場。翌27日、ジェイ エフ イー ホールディングス設立登記。
- 2003年（平成15年）4月1日 - NKK・川鉄の両社を会社分割により再編。鉄鋼事業をJFEスチール（川鉄が社名変更）、エンジニアリング事業をJFEエンジニアリング（NKKが社名変更）、都市開発事業を新設のJFE都市開発、基盤技術等の研究部門を新設のJFE技研に再編。川鉄子会社の川崎マイクロエレクトロニクスをJFEホールディングスの子会社に変更。
- 2007年（平成19年）4月16日 - 本社を新丸の内ビルディングに移転。
- 2008年（平成20年）3月31日 - JFEエンジニアリングの子会社ユニバーサル造船の株式を取得、子会社とする[6]。
- 2009年（平成21年）4月1日 - JFE技研がJFEスチールに合併[7]。
- 2011年（平成23年）4月1日 - 都市開発事業の再編に伴い、JFE都市開発がJFEスチールに合併[8]。
- 2012年（平成24年）7月1日 - 全株（うち同社分99.7%）保有の事業子会社・川崎マイクロエレクトロニクスを同業大手で独立系のメガチップスへ全株式を売却。
- 2013年（平成25年）
  - 1月1日 - ユニバーサル造船がIHIマリンユナイテッドと合併し、ジャパンマリンユナイテッドが発足。IHIとそれぞれ45.93%の株を保有し、共に筆頭株主となる。
  - 4月1日 - 元子会社の川崎マイクロエレクトロニクスが親会社・メガチップスへ吸収合併。
- 2021年（令和3年）12月26日 - 名証1部上場廃止[9]。
- 2022年（令和4年）6月24日 - 商号上の社名をJFEホールディングスに変更。

### 設立の経緯
JFEの誕生には、日産自動車のカルロス・ゴーン社長のゴーン・ショックが遠因となったという見方をされている。日産自動車は調達コスト見直しのために、自動車生産にとって不可欠の材料である鉄鋼材料についても仕入先の見直しを行うこととした。その際、仕入先から日本鋼管（NKK）が外されたため、川崎製鉄との合併に踏み切ったというものである。NKKは日産自動車と同じ芙蓉グループであった点からみても、日産の当時の日本の商習慣から見てドラスティックな判断が、産業界を代表する業界のひとつである大企業の合併につながったといえる。経緯を振り返ると、経営難に陥った多角化企業NKKの分割解体と、川崎製鉄によるNKK鉄鋼部門の吸収という見方ができる。本当の意味でのリストラクチャリングを成功させた。
JFEスチール誕生後の同社の戦略は、リストラによる財務環境の良化と人事融合が挙げられる。人事の融合に関しては、日本鋼管出身者（社内では旧Nと呼ぶ）と川崎製鉄（同じく旧川と呼ぶ）の人事はよくある「たすきがけ人事」ではなく、完全な「相手の理解」を狙ったところはこれまでの経営統合の事例では異色である。互いの製鉄所においては同じ部門の責任者は、他方の工場の責任者へと異動したり昇進人事の凍結を行うなどした。2004年期の業績好調を受け、首脳陣の交代が決まった。

## 歴代社長・会長

### 社長一覧
1. 下垣内洋一 - 2002年9月就任（NKK会長から異動）、2005年4月退任。江本寛治会長とともに共同経営責任者 (Co-CEO)。
2. 數土文夫 - 2005年4月就任（JFEスチール社長から異動）、2010年4月退任。
3. 馬田一 - 2010年4月就任（JFEスチール社長から異動）、2015年4月退任。
4. 林田英治 - 2015年4月就任（JFEスチール社長から異動）、2019年4月退任。
5. 柿木厚司 - 2019年4月就任（JFEスチール社長から異動）、2024年4月退任。[10]
6. 北野嘉久 - 2024年4月就任（JFEスチール社長から異動）

### 会長一覧.
1. 江本寛治 - 2002年9月就任（川鉄会長から異動）、2005年4月退任。下垣内洋一社長とともに Co-CEO。

## 連結子会社
- JFEスチール株式会社 - 日本の大手鉄鋼メーカー。
- JFEエンジニアリング株式会社 - 機械設備の製作、鋼製建築物の建設等を行うエンジニアリング会社。
- JFE商事株式会社 - JFEグループの中核商社。

## 持分法適用関連会社
- ジャパン マリンユナイテッド - 日本の大手造船会社。

## 中国語名
社名の「JFE」は、中国語では「傑富意」（簡体字中国語: 杰富意、拼音: jiéfùyì）と表記する。中国のグループ企業に、この表記が見られる。